# Société générale des chemins de fer économiques (France)
Cet article concerne la société exploitant de nombreux réseaux secondaires français. Pour la filiale du groupe Empain, voir Chemins de fer économiques du Nord. Pour la société belge, voir Société générale des chemins de fer économiques (Belgique).

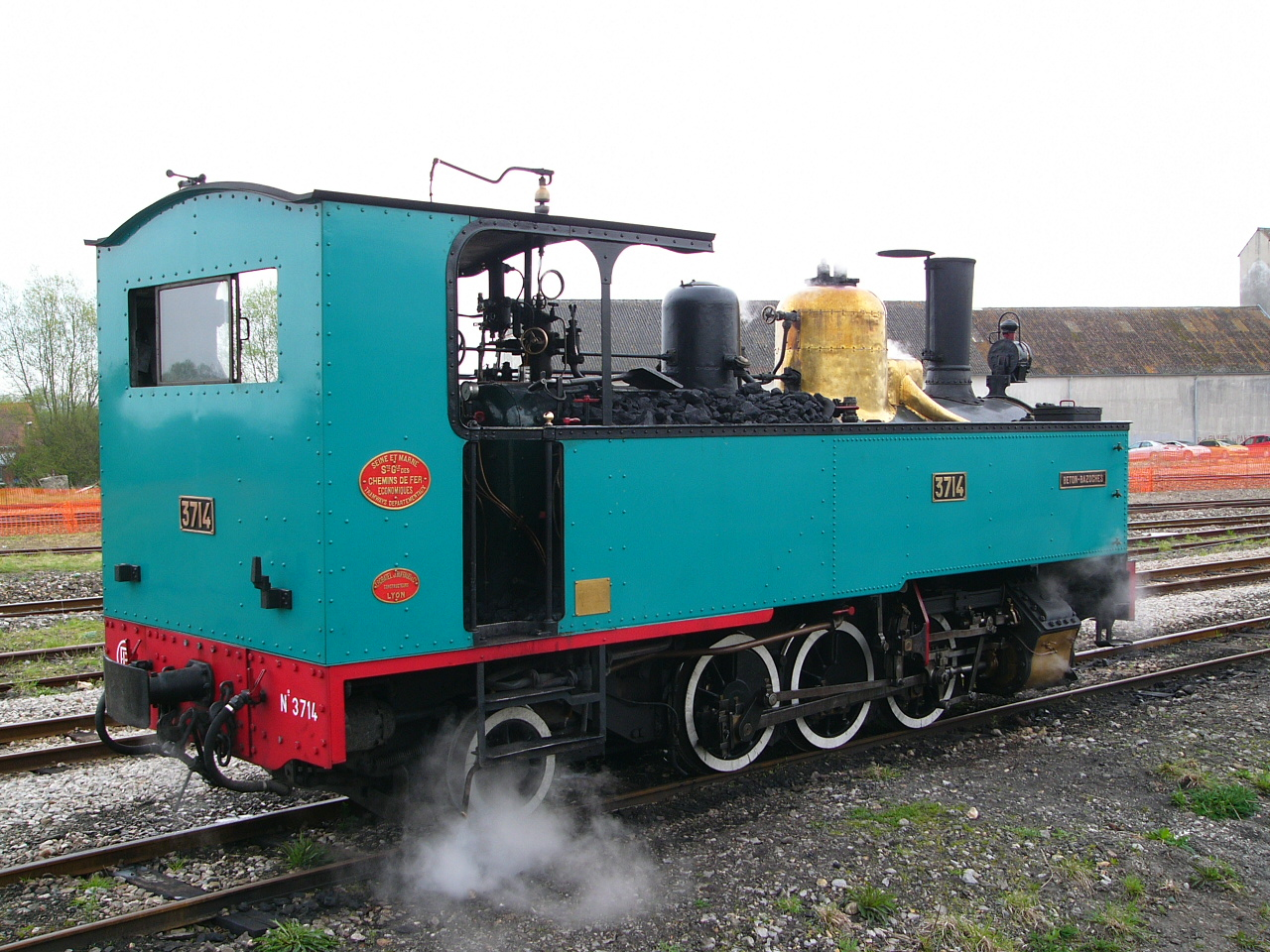
La 031 Buffaud Robatel no 3714 construite en 1909 pour le chemin de fer départemental de Seine et Marne et préservée par le CFBS porte sur sa cabine la plaque de la S.E - réseau de Seine et Marne.

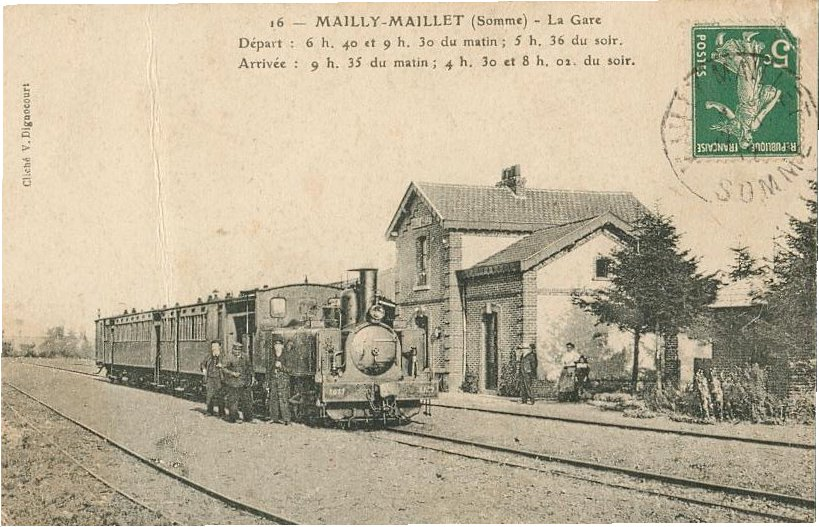
Un train de la SE, locomotive tender type 031, et voitures à bogies

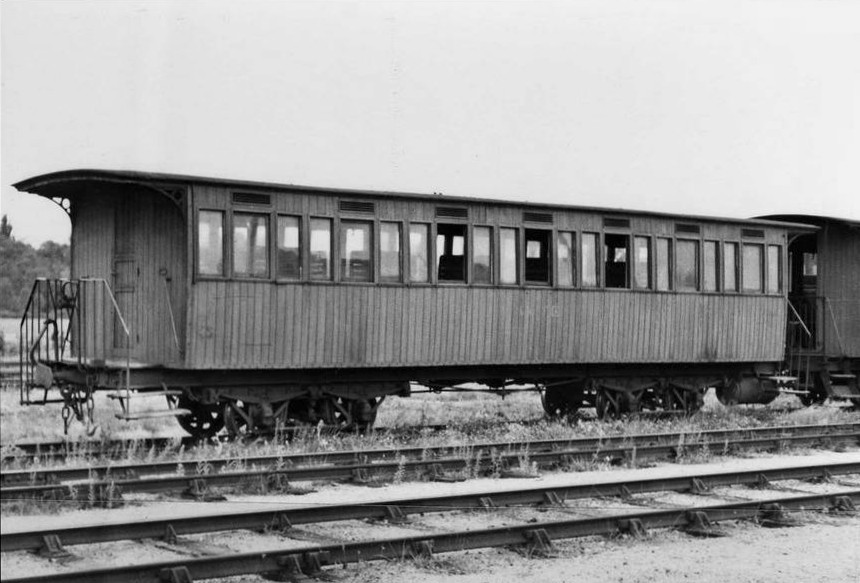
Voiture du réseau Centre

La Société générale des chemins de fer économiques (SE) a été une des grandes compagnies exploitant essentiellement des réseaux de chemins de fer secondaires en France.

## Histoire
Créée le 12 février 1880, avec l'appui de la Banque de Paris et des Pays-Bas, elle exploitait essentiellement des réseaux de chemin de fer secondaires en France.
Le réseau des « chemins de fer économiques » atteignait plus de trois mille kilomètres dans les années 1930.
Sa place prépondérante dans l'exploitation des chemins de fer, issue de la loi du 11 juin 1880, (pendant pour l'intérêt local de la loi du 17 juillet 1879 créant le plan Freycinet), s'explique par le lobbying exercé par la société d'études des chemins de fer économiques, créée par sept des plus grandes banques françaises de l'époque, et dont elle émanait directement. De nombreuses propositions émises par la société d'études furent en effet reprises par la loi.
En 1960, la Compagnie des chemins de fer secondaires du Nord-Est ((CSNE ou NE) fusionne avec la Compagnie de chemins de fer secondaires (CFS) pour former la société des chemins de fer secondaires et transports automobiles (CFSTA).
Puis, en 1966, CFSTA fusionne avec la société générale de chemins de fer économiques (SE) pour former la CFTA, devenue Transdev Rail en 2019 et intégrée au groupe Veolia.

## Réseaux exploités
D'après Jean Collin, « La SE-CFTA : un grand acteur parmi les secondaires », dans Historail, no 5 (2008).

### Réseaux concédés à la SE
- 1886-1950 : Réseau de l'Allier (367 km)

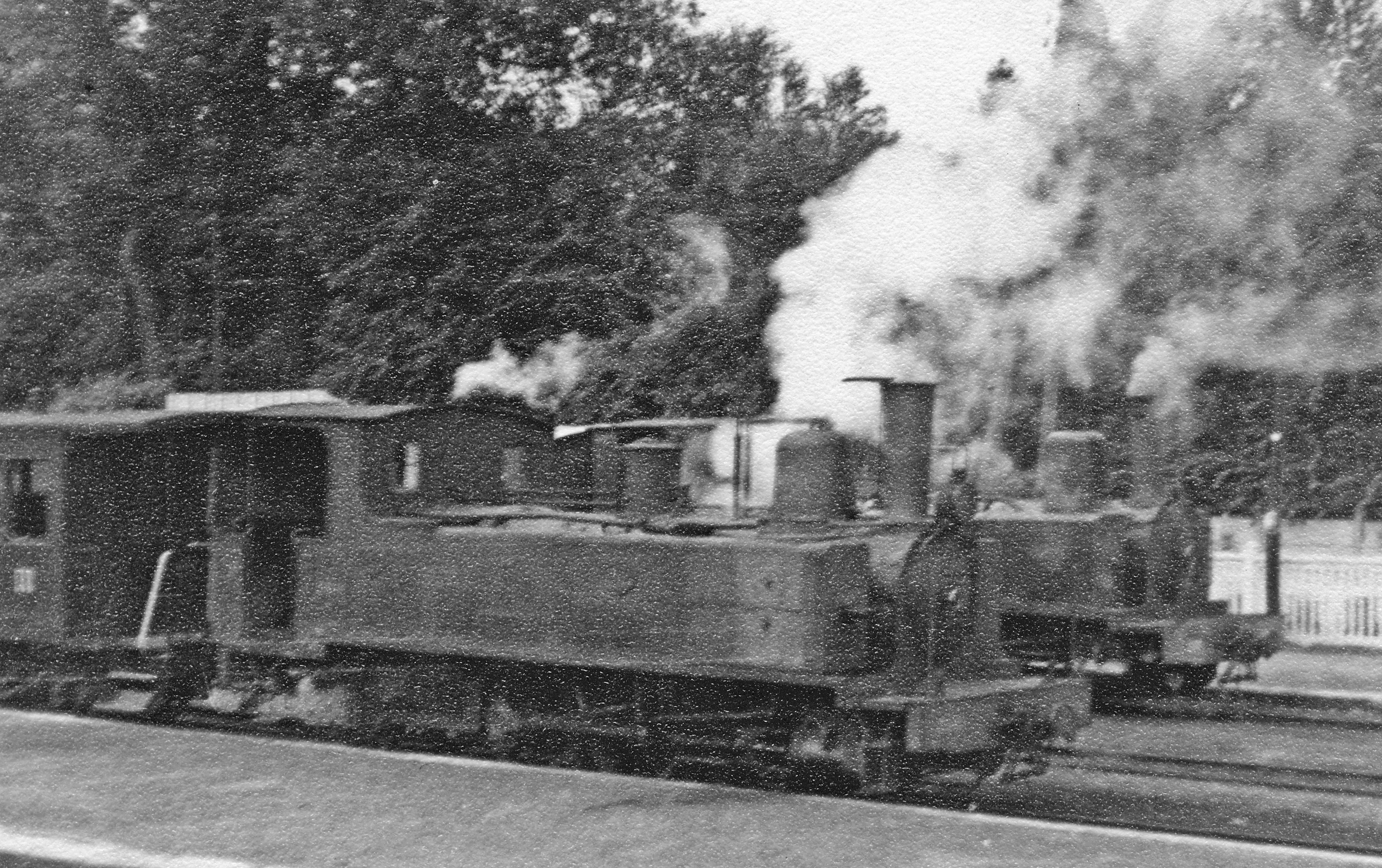
Locomotives de type 031 à Noyelles sur le réseau de la Somme.

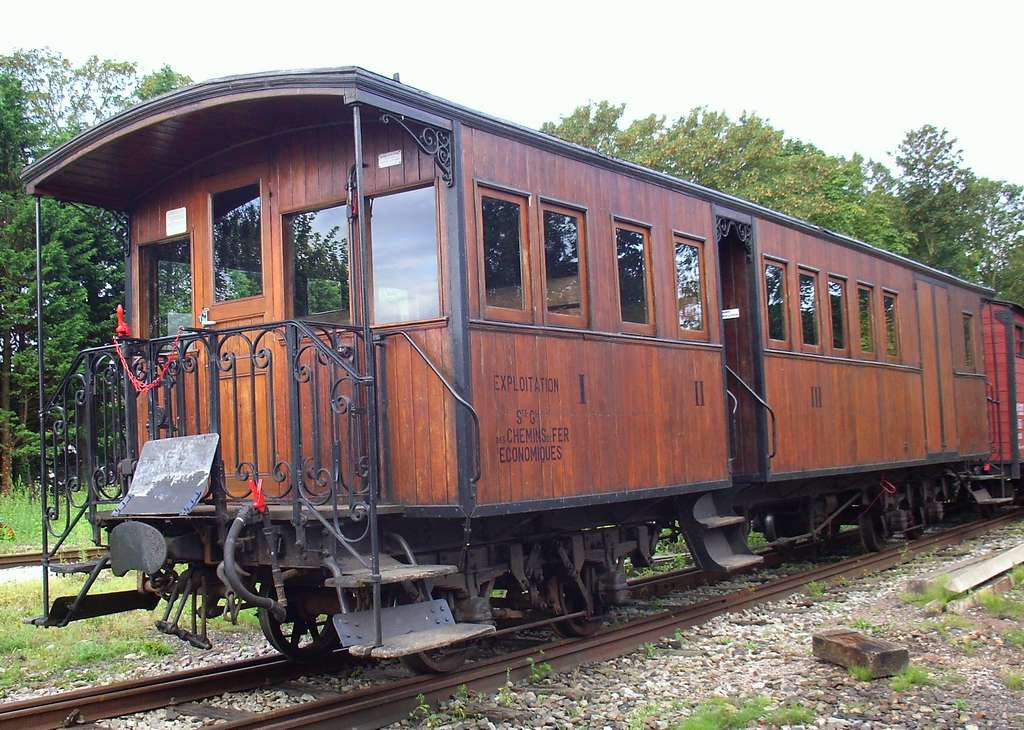
Voiture ABDf12 du Réseau breton préservée par le CFBS, avec son marquage : « Exploitation S^{té} G^{ale} des Chemins de fer économiques »

- 1884-1977 : Réseau de la Gironde (274 km), à voie normale
- 1886-1949 : Ligne Valmondois - Marines (21 km)
- 1887-1965 : Réseau de la Somme (329 km)
- 1888-1951 : Réseau du Cher (220 km)
- 1900-1923 : Tramway de Bordeaux à Camarsac (16 km), à voie normale
- 1901-1950 : Réseau de Seine-et-Marne (136 km)
- 1901-1939 : Réseau de la Nièvre (212 km)
- 1907-1951 : Réseau du Nord (151 km)
- 1914-1938 : Réseau de la Woëvre (127 km)
- 1921-1946 : Ligne Woincourt-Onival (13 km), à voie normale
- 1933-1971 : Ligne Robert-Espagne-Haironville (11 km), à voie normale (ex réseau meusien, à voie métrique)[3],[4]
- 1887-1950 : Ligne Gudmont - Rimaucourt (21 km) (concédée dès 1887 à la SE), à voie normale

### Lignes affermées à la SE
- 1886-1977 : Ligne Nizan-Saint-Symphorien (39 km), à voie normale
- 1891-1967 : Réseau breton (422 km) (concédé aux Chemins de fer de l'Ouest)
- 1897-1955 : Ligne Bussy - Ercheu (13 km) (concédée à la compagnie du même nom)
- 1897-1937 : Ligne de tramway Saint-Cyr - Versailles (4 km) (concédée à la compagnie du même nom)
- 1900-1939 : Ligne Dompierre - Lapalisse (43 km) (concédée à la compagnie du chemin de fer de Dompierre à Lapalisse.)
- 1905-1962 : Ligne Lacanau - Océan (12 km) (concédée à la société immobilière de Lacanau), à voie normale
- 1906-1948 : Ligne Aumale - Envermeu (53 km) (département de la Seine-Maritime)
- 1907-1952 : Ligne d'Orange à Buis-les-Baronnies (41 km) (concédée au PLM)
- 1910-1940 : Ligne Toul - Thiaucourt (47 km) (département de Meurthe-et-Moselle)
- 1919-1929 : Ligne Hondschoote - Bray-Dunes (15 km) (concédée à la compagnie du Nord de la France),
- 1920-1927 : Ligne Don Sainghin - Fromelle (18 km) (concédée à la compagnie du Nord de la France), à voie normale
- 1921-1924 : Réseau des chemins de fer du Cambrésis (120 km) (concédé à la compagnie du même nom)
- 1922-1937 : Ligne Aubreville - Apremont-sur-Aire (12 km) (ministère des Régions libérées)
- 1922-1939 : Ligne Chars - Marines (6 km) (concédée au réseau de l'État), à voie normale
- 1923-1936 : Réseau meusien (120 km) (concédé à la Compagnie meusienne de chemins de fer)
- 1923-1927 : Ligne Roisel - Hargicourt (7 km) (concédée à la compagnie du Nord de la France),
- 1924-1935 : Ligne de Thionville à Mondorf-les-Bains (26 km) (sous séquestre après 1918)
- 1925-1933 : Ligne de Novéant à Gorze (6 km) (sous séquestre après 1918), à voie normale
- 1925-1947 : Réseau du chemin de fer de Normandie (66 km) (concédé à la compagnie du même nom),
- 1925-1935 : Ligne Gérardmer - La Schlucht - Le Hohneck (20 km) (anciennement concédée aux tramways de Gérardmer)
- 1926-1935 : Ligne Remiremont - Gérardmer (27 km) (anciennement concédée aux tramways des Vosges)

- 1928-1950 : Ligne Vichy - Lavoine - Laprugne (39 km) (concédée aux chemins de fer du Centre)
- 1928-1948 : Réseau de l'Anjou (315 km) (concédé aux chemins de fer de l'Anjou)
- 1929-1968 : Réseau de l'Hérault (205 km) (concédé aux chemins de fer de l'Hérault), à voie normale
- 1933-1949 : Réseau des chemins de fer de Grande Banlieue (221 km) (concédé à la compagnie du même nom), à voie normale
- 1934-1952 : Ligne Chars - Magny-en-Vexin (11 km) (concédé au réseau de l'État), à voie normale
- 1939-1957 : Ligne Bourbon-Lancy - Usine Puzenat (4 km) (concédé aux CFD)
- 1939-2006 : ligne de Clamecy à Gilly-sur-Loire (126 km) (concédé au PLM), à voie normale[5]
- 1942-1946 : Réseau du Finistère (110 km) (concédé aux chemins de fer du Finistère)
- 1947-1963 : Ligne Pont-l'Abbé - Saint-Guénolé (18 km) (concédée aux chemins de fer du Finistère), à voie normale
- 1962-1970 : Réseau du PO-Corrèze (95 km)
- 1972-1983 : Réseau Corse (232 km)
- 1976-2014 : Ligne Nice - Digne (150 km) (concédée aux chemins de fer de Provence)

### Lignes à voie normale d'intérêt général
- Réseau breton : Ligne Guingamp↔Paimpol et Guingamp↔Carhaix
- Réseau de Franche-Comté : Lignes Châtillon/Is/Gray, Chalindrey↔Gray, Troyes↔Châtillon, Poinson-Beneuvre↔Langres, Châtillon↔Bricon, Châtillon↔Nuits-sous-Ravières, Vesoul↔Besançon et Vesoul↔Gray
- Réseau du Nivernais : Lignes Clamecy↔Nevers, Clamecy↔Cercy-la-Tour, Tamnay↔Château-Chinon, Cercy-la-Tour↔Gilly-sur-Loire et Clamecy↔Entrains-sur-Nohain
- Lignes Saint-Dizier↔Doulevant et Éclaron↔Montier-en-Der
- Lignes Mézy↔Esternay, Longueville/Provins/Esternay, Esternay↔Sézanne, Sézanne↔Anglure, Esternay↔Villenauxe et Esternay↔Coulommiers.
- Lignes Coulommiers-Nangis Bray sur Seine.

## Matériel roulant
Une des caractéristiques de la SE était d'avoir utilisé du matériel roulant innovant à l'époque de sa création, comme les :
- locomotives à vapeur de type 031 avec essieu arrière mobile, système Roy ;
- voitures à couloirs central, avec accès par plates-formes extrêmes et inter-circulation, montées sur bogies.